# Balthasar von Brunn
Balthasar von Brunn, auch Brunne, (* 28. August 1593 in Brunne; † 20. Juli 1643 Königsberg) war ein brandenburgischer Staatsmann. 

## Leben

### Herkunft und Familie
Balthasar war Angehöriger des märkischen Adelsgeschlechts von Brunn. Seine Eltern waren Melchior von Brunn und Elisabeth, geborene von Schönermarck. Er trat drei Mal in den Stand der Ehe, zuerst mit Ursula von Göllnitz, verwitwete von Blumenthal († 1636), dann mit Hedwig Lucrezia von Britzke († 1638), und schließlich mit Christiana Tugendreich von Otterstedt. Aus dritter Ehe sind eine Tochter und der Sohn Georg Wilhelm, kurpfälzischer Geheimer Rat bekannt.

### Werdegang
Brunn studierte an der Brandenburgischen Universität Frankfurt, der Universität Jena und der Universität Straßburg. Er unternahm 1624 seine Kavalierstour, die ihn durch Frankreich führte. Obwohl er ursprünglich die Gelehrtenlaufbahn anstrebte, begab er sich 1629 als Hof- und Kammergerichtsrat in kurbrandenburgische Dienste. Er war 1631 Gesandter auf den Konvent der Protestanten nach Frankfurt (Main). Wenig nach seiner Ernennung zum Wirklich Geheimen Rat im Jahre 1633, wurde er auch zum Hauptmann der Grafschaft Ruppin ernannt. Als 1638 Kurfürst Georg Wilhelm von Brandenburg (1595–1640) in Wien das Herzogtum Pommern als Lehen aufgetragen wurde, ließ er sich ebd. durch Brunn vertreten. Mit dem Regierungsantritt von Kurfürst Friedrich Wilhelm von Brandenburg (1620–1688) war Brunn der einzige Geheime Rat in Königsberg. Auch unter seinem neuen Dienstherrn leistete er wertvolle Dienste auf dem Gebiet der inneren Verwaltung.